# SN 2009im
SN 2009im – supernowa typu Ia odkryta 24 sierpnia 2009 roku w galaktyce NGC 1355. W momencie odkrycia miała maksymalną jasność 15,60m.